# ラチェット&クランク パラレル・トラブル
『ラチェット&クランク パラレル・トラブル』(Ratchet & Clank: Rift Apart) は、インソムニアックゲームズが開発し、ソニー・インタラクティブエンタテインメントが発売するゲームソフト。
ラチェット&クランクシリーズのナンバリング作品としては国内15作目にあたり、2013年の『ラチェット&クランク INTO THE NEXUS』の続編として位置づけられている。※ラチェット&クランク THE MOVIEはゲームではなく"映画"なのでこれには含まれない。
2023年7月26日には、ニックスソフトウェアが開発したWindows版がリリースされ、本シリーズがPlayStation以外のプラットフォームに初めて登場した。
批評家からは、そのグラフィック、戦闘システム、技術的な進歩が特に高く評価されており、2023年6月までに累計で397万7000本以上の売上を記録している。

## 概要
本作は、『ラチェット＆クランク』（2016年版）およびシリーズの他作品と数多くのゲームプレイ要素において共通点を有している。従来作に見られたストレイフ移動、射撃戦、ボルトの収集、自動的な武器および体力の強化、ラリタニウムによる手動での武器改造、各種ガジェットの活用といった要素は、本作にも継続して採用されている。
メインの操作キャラクターはラチェットであり、彼は背中にロボットの相棒クランクを携えて行動する。また、本作では、女性のロンバックスであるリベット、およびクランクに似たロボット「キット」もプレイアブルキャラクターとして登場する。プレイヤーは、ラチェットとリベットを操作しながら、数多くの異なる環境やステージを探索し、多種多様な武器やガジェットを駆使して敵を撃破し、各種障害を乗り越えつつ、主要な任務目標を達成していく。
本作における新たな特徴として、ゲームプレイ中において異なるエリア、惑星、さらには次元の異なる世界を、リアルタイムかつほぼ瞬時に移動できる「次元間ポータル」システムが導入されている点が挙げられる。この機能を活用するにあたり、ラチェットおよびリベットには「リフト・テザー」と呼ばれる新たな装備が追加されており、ポータルを介して一瞬で場所を移動することが可能である。
登場する惑星には、過去作品で訪れた場所の次元違いのバージョンが含まれているほか、シリーズ初登場となる新たな惑星も複数存在する。また、ダッシュや壁走りといった新たなアクションの導入により、移動および戦闘時の機動性が向上している。武器の構成は、シリーズ初登場のものと、過去作から復活したクラシックな装備を組み合わせた内容となっている。
さらに本作では、幅広いプレイヤー層が快適にプレイできるよう、多数のアクセシビリティ設定が用意されている。ハイコントラストモードのほか、簡易な移動操作の切替、カメラ感度の調整、飛行時の操作支援など、多岐にわたるオプションが提供されており、誰もが物語およびゲーム体験を円滑に進められるよう配慮されている。

## 登場人物

### 主なキャラクター
ラチェット
声 - 津村まこと
有名なヒーロー。ロンバックス族の生き残り。ロンバックス族を探す夢を持っている。
クランク
声 - 大川透
ラチェットの相棒のロボット。ラチェットの家族を探すため、ディメンジョネイターを修理したが、ドクター・ネファリウスに奪取されてしまう。それと右腕を無くして、足も使えなってしまう。
別次元に移動してからは、リベットと行動を共にする。
リベット
声 - 本泉莉奈
今作初登場のもう一人の主人公でラチェットのパラレル・ツイン（別次元の双子）。ネファリウスに対抗するレジスタンスのリーダーを務める女性。ロンバックス族の生き残り。
過去のレジスタンス活動中に戦闘状態になったキットに襲撃されたことで右腕を失い、以降は義手になっている。接近戦の際は自家製のハンマーで攻撃する。
キット
声 - 引坂理絵
今作初登場のクランクのパラレル・ツイン（別次元の双子）で、クランクとは違い女性型のロボット。喋る際に語尾に「です」をつける。別次元でラチェットの相棒として活動する。予言者ゲイリーの弟子。コードはKT-7461。
ドクター・ネファリウス
声 - 山野史人
銀河一のマッドサイエンティスト。何度もラチェット達に銀河征服の野望を阻止されている。ラチェットに勝つため、ディメンジョネイターを利用し次元を操作していたがその次元の皇帝となった自分が目の前に現れて一変。以降は下僕のように扱われるようになる。
最終戦では追い詰められた皇帝を見捨てて自身は育児休暇を得ていた執事の「ローレンス」の帰りを迎えた。
皇帝ネファリウス
声 - 間宮康弘
別次元のネファリウス。他者を見下し自身が常に世を統べていないと気が済まないようで、しまいにはラチェットの次元を侵略するほど征服欲が強い。
最後はメガロポリスでの大激戦でリベット達に敗れ、ラチェットがディメンジョネイターで開いた次元から現れたアルドリスのクラーケに連れ去られてしまう。
キャプテン・クォーク
声 - 乃村健次
銀河の平和を守るスーパーヒーロー。⋯⋯と称えられていたが、過去に何度か悪事を働いていたことがばれて人生転落。その後はラチェットの手助けをする形でヒーローに舞い戻った。今回は祝賀式でラチェットを祝ってしばらく出番がなかったが、メガロポリスでの戦いでラチェット達に助力する。
緑色のスーツを着ている。別次元ではキャプテン・クォンタムという名のレジスタンスとして登場。
スキッド・ミックマークス
声 - 高木渉
人気のプロホバーボーダー。別次元ではファントムという名前でレジスタンスメンバーとして登場し、ラチェットに協力する。語尾に「ZE」をつける。
ラスティ・ピート
声 - 奈良徹
宇宙海賊の海賊合唱団のソリストで、海賊ラジオ放送のメインパーソナリティ。別次元ではピエール・ルフェールという名の航海士としてリベットと因縁の関係があるキャラとして登場する。
ゲイリー
声 - 小松史法
宇宙予言者。オカマ口調。ラチェットらの協力を得て、宇宙の危機を救おうと考えている。シリーズで出番の多い配管工の「デカケツ」の息子。

### ガラメカやサブキャラなど
グリッチ
声 - 古木のぞみ
ファントムの開発したハッキングメカ。ラチェットには聞こえないが、コギャルのような話し方をする。
ミスターファンガイ
声 - 佐々木啓夫
ガラメカから出現するお助けキャラ。ズーキーズ店内に客として登場する。
ミスターズーコン
声 - 青山穣
シリーズでガラメカから登場する用心棒。罵詈雑言を言いながら敵を蹴散らしていく。リベットの次元ではズーキーズで店長をしており、ズーキーという名のバーテンダーとして登場。
ズーコンジュニア
声 - 小桜エツコ
ミスターズーコンの息子。通称リトルズーコン。平和のために戦う父と違い破壊と殺戮を好む。ズーキーズ下にあるミナゴロシアムの司会者を務める。
武器の紹介ビデオに登場。
ミセスズーコン
声 - 大井麻利衣
武器屋。ズーコンジュニアの母親。

### その他
レジスタンス
皇帝ネファリウスが支配する別次元の独裁帝国に抵抗する地下組織である。
自由を奪われた市民を守るため、秘密裏に活動し、戦士リベットや情報工作を担うファントムが中心となっている。
組織は厳密な軍隊ではなく、志を同じくする個人の連携によって成り立っている。

## ストーリー
『Into the Nexus』の出来事からしばらく経ち、ラチェットとクランクはコルソンⅤでキャプテン・クォーク、スキッド・ミックマークス、ラスティ・ピートが主催するパレードにおいて、銀河の英雄として祝福されていた。クランクは異次元への裂け目を開くことができる装置「ディメンジョネイター」を修理したことを明かし、ラチェットにロンバックス族や行方不明の家族を探す手段を提供する。しかし、その最中にドクター・ネファリウスがパレードを襲撃し、ディメンジョネイターを奪おうとする。混乱の中、ラチェットは誤ってディメンジョネイターを撃ってしまい、次元の裂け目がランダムに開き始める。ラチェット、クランク、そしてドクター・ネファリウスは異なる次元へ転送され、ディメンジョネイターは爆発して時空の構造を損傷させ、三者は離れ離れとなる。クランクは一人で目を覚まし、爆発により右腕を失っていた。彼は女性ロンバックスのリベットに発見される。一方、ドクター・ネファリウスは皇帝ネファリウスの玉座の間にたどり着く。皇帝ネファリウスは彼の別次元の姿であり、これまで一度も敗北せず銀河を支配している存在である。ラチェットは別の場所で孤立し、クランクの捜索を開始する。皇帝が遠征に出ている隙に、ドクター・ネファリウスは密かに皇帝の身分を乗っ取り、新たな部下をラチェットとリベットの追跡に差し向ける。
捜索の途中、ラチェットはリベットがクランクと共に惑星を脱出する姿を目撃する。ラチェットはレジスタンスのメンバーであるファントム（別次元のスキッド）と出会い、リベットもレジスタンスの一員であることを知る。幻影はラチェットに電子補助ロボット「グリッチ」を託し、船を手に入れてリベットを追跡する手助けをする。リベットはクランクを連れてサルガッソォの隠れ家に戻り、彼の話す次元の裂け目について懐疑的であり、尋問を行う。そこで彼らは惑星上に存在する次元異常を発見し、クランクは調査の過程で預言者ゲイリーと接触。ゲイリーは「次元大災害」を防ぐため、他の次元異常の修復を手伝ってほしいと依頼する。リベットはクランクの記憶を覗き見て真実を知り、通信機を修理してラチェットと連絡を取り、ディメンジョネイターの再構築計画を立てる。
ラチェットはディメンジョネイターの設計図を求め、ゲイリーのロボット見習いのキットをパートナーとして迎える。キットは自分が皇帝によって作られた戦闘ロボットであり、プログラムの制御を失う恐れを抱いていたが、ラチェットは良いチームになると励ます。二人はコルデリオンの秘密研究所へ向かい、新たなディメンジョネイターの製作に着手。一方、リベットとクランクは装置の動力源であるフェーズ・クォーツを求めてブリザープライムに向かう。クォーツが誤って破損した後、二人はトレンⅣの伝説の修理屋フィクサーを探し出し、彼の自信のなさを乗り越えさせてクォーツの修理を依頼する。ラチェットとリベットはスカルストゥ廃棄惑星帯で合流し、キットはリベットのパートナーとなる。彼らはディメンジョネイターを完成させるが、ドクター・ネファリウスが現れて奪い去る。ドクター・ネファリウスは戦闘で敗北するが、真の皇帝ネファリウスが現れ、ラチェットとリベットを簡単に打ち負かしてディメンジョネイターを奪取する。皇帝はこれを使い、キャプテン・クォンタム（別次元のキャプテン・クォーク）を排除し、レジスタンスを壊滅させようと目論む。
リベットは皇帝を追うが、皇帝はディメンジョネイターの力で彼女の行く手を阻む。リベットはキットに、自身が戦闘用ロボットの攻撃で腕を失った過去を語り、キットは自分がその攻撃者だったことに気づく。一方、ラチェットはアルドリスに向かいキャプテン・クォンタムに警告しようとするが、皇帝により彼は次元裂け目を通じて追放されてしまう。皇帝は宇宙征服を祝うが、すべての次元を征服できることを知り、さらなる野望を抱く。ラチェットとリベットはキャプテン・クォンタムが仕掛けた盗聴装置を使い皇帝を監視し、皇帝が次元地図を必要としていることを察知、地図の奪取に向かう。リベットとキットは皇帝の旗艦に潜入してゲイリーを救出し、地図を隠した場所を聞き出す。ラチェットとクランクは地図を回収するも、皇帝により次元裂け目を通じて追放される。キットは戦闘用ロボット形態に変身して皇帝を阻止しようとするが、リベットを驚かせたうえ、自身も追放されてしまう。
孤立したリベットはヴァイスロンへ向かい、皇帝が敵を収監する監獄施設を襲撃、ラチェットとクランク、レジスタンスの仲間たちを解放する。しかし、自分のせいでリベットが腕を失ったと感じているキットはグループを離れる決断をする。レジスタンスが再結集する中、皇帝は他次元への侵攻を開始し、最初にラチェットとクランクの故郷の次元を攻撃。ラチェット、クランク、リベット、レジスタンスは裂け目を越えて皇帝を追い詰め、ラチェットとクランクは皇帝のパワースーツを破壊。すると、皇帝がパワースーツの中から現れて、突然ディメンジョネイターを乱射し始める。次元の裂け目からは、皇帝の軍勢が大量に転送されてきて、リベットは包囲されてしまう。
リベットは絶体絶命の危機に瀕するが、そこへキットが飛来してきて、皇帝の軍勢を食い止める。覚悟を決めたキットは、リベットとともに皇帝と対峙する。ドクター・ネファリウスも加わり、別の自分に扱われたことに不満を抱いた彼らは協力して皇帝を倒し、裂け目を通じて皇帝を葬る。
クランクはディメンジョネイターを回収し、次元を修復。リベットとキットは関係を修復し、元の次元に戻る前にラチェットは「ちょっと寄り道してかない？」と誘う。リベットが「どこ向かう？」と笑いながら尋ねたのに対して、ラチェットが「分かってるだろ」とクールに返答したところで、物語は幕を閉じる。

## 開発
『ラチェット＆クランク パラレル・トラブル』は、インソムニアック・ゲームズによってPlayStation 5専用タイトルとして開発された。これまでのシリーズ作品では、インソムニアックのノースカロライナ支部が主導することが多かったが、本作ではカリフォルニア本社とノースカロライナ支部の全スタッフが協力して開発にあたっている。
本作は、シリーズのベテランファンと新規プレイヤーの双方に訴求することを意図した完全新作であり、2013年に発売された『ラチェット＆クランク 銀河戦隊Qフォース（Into the Nexus）』および2016年の初代リメイク版『ラチェット＆クランク THE GAME』の両方を踏まえた後継作品と位置づけられている。開発は、クリエイティブディレクターのマーカス・スミスと、ゲームディレクターのマイク・デイリーが指揮を執った。
インソムニアック・ゲームズは、PlayStation 5の開発初期段階で開発キットを受け取り、すぐさま企画立案に着手した。マーカス・スミスによれば、まず直面したのは、「シリーズ長年のファンと、前作が出た当時まだ生まれていなかったような新規層の両方にどう訴求するか」という課題であったという。
『パラレル・トラブル』の初期コンセプトは、次世代機の性能がもたらす可能性についてチーム内で繰り返された議論を通じて生まれた。マイク・デイリーは、本作が最初からPS5専用として設計されていたと述べ、「これまでできなかったことを実現し、新しい体験へと昇華させることを目指した」と語っている。特に、ゲームの構造の多くは「メモリにどうデータを読み込むか」に依存しており、次世代機の進化が大きな変化をもたらしたという。
PS5に搭載されたカスタムSSDによるワークフローの大幅な効率化について、スミスは次のように述べている。「本作では"次元"や"ディメンション・リフト（次元の裂け目）"を活用しており、これはPS5のSSDがなければ不可能だった」。さらに「とてつもなく高速で、ほぼ瞬時にプレイヤーを別の世界へと移動させることができる。これにより、まったく新しいゲームプレイが可能になった」と語っている。
スミスはまた、チームが次元間移動というアイデアを得たきっかけとして、1946年の映画『素晴らしき哉、人生！』からインスピレーションを受けたことを明かしている。そこから「別の次元のラチェット＆クランクが存在したら、どんな世界になるのか？ 特にラチェットがクランクと出会っていなかったら、彼の人生はどうなっていたか？」という発想が膨らんでいった。
ゲームの移動（トラバーサル）システムに関しては、過去作『サンセット・オーバードライブ』や『スパイダーマン』シリーズの開発経験が活かされた。スミスは「以前なら単にフックショットだけだったところを、今ではフックショットで飛んでからファントムダッシュし、壁走りし、さらにリフト・テザー（次元ワープ）で連続的に移動できるようになった」と述べ、流れるような動作の組み合わせが実現できたと語っている。
また、人生における選択・結果・環境の違いが運命をどう変えるかというテーマへの関心から、新キャラクター「リベット」が生まれた。リードライターのローレン・ミーと、リードアニメーターのリンジー・トンプソンは、異なる次元で過酷な環境を生き抜くキャラクターが持つ視点やサバイバル本能に着目した。
トンプソンは、リベットについて「見た目はタフでクールに見えるが、決して皮肉屋でも、暗くも、残酷でもない。社交的な振る舞いは得意ではないが、臆病な性格ではない」と語っている。スミスは、リベットのような"並行世界のキャラクター"が単なる正反対の存在として描かれることのないよう、複雑さと深みを持たせることを意識したと述べている。ミーもまた、リベットがどれほど困難な経験をしていても、その経験が彼女から「希望」を奪ってはいない点を強調し、彼女が帝王ネファリアスに立ち向かう信念の源になっていると語った。
リベットの登場に際して、声優選考のために複数のオーディションが実施された。最終的に起用されたのは、かつて『Mass Effect』シリーズで女性版シェパード司令官を演じたことで知られるジェニファー・ヘイルである。一方、シリーズ開始時からキャプテン・クォークの声を担当してきたジム・ワードは、若年性アルツハイマー病とCOVID-19の診断を受けたことで出演が叶わず、代役としてスコット・ホワイトが起用された。
発売初日に適用されたアップデートパッチにより、本作には4K解像度・30fpsで描画される「フィデリティモード」と、描画解像度を抑えながら60fpsで動作する「パフォーマンスモード」および「パフォーマンス・レイトレーシングモード」が搭載された。また、HDRにも対応している。
さらに本作では、DualSenseコントローラーの高度なハプティックフィードバック、Tempest 3Dオーディオ技術、専用レイトレーシングハードウェアなど、PS5の機能をフル活用。高精細なリアルタイム映像表現が可能となっている。また、SSDの高速読み込みにより、世界間の移動や場面転換時のロード時間も大幅に短縮されている。これにより、ゲームプレイ中に登場するNPCや敵、視覚効果、オブジェクト数も前作以上に多彩となった。
インソムニアック・ゲームズによれば、本作は2021年5月13日に「ゴールド（製品完成）」を迎え、パッケージ版の製造準備が整った。以降の調整はアップデートによって反映されている。
音楽面では、マーク・マザースボーとホコヤマ ワタル（外山和弘）が主にスコアを担当した。マザースボーは『モンスター・ホテル』『LEGOムービー』『マイティ・ソー バトルロイヤル』『クルードさんちのあたらしい冒険』などで知られており、本作の開発初期から起用が検討されていた。
インソムニアックは、レトロでありながら未来的なサウンドを求めており、そのビジョンを実現する作曲家としてマザースボーが選ばれた。彼はシンセサイザーなどさまざまな楽器を用いた実験的なアプローチで作曲を行い、オーケストラ調のビートと融合させることで、より映画的かつ独創的な音楽体験を生み出した。

## 発売
『ラチェット＆クランク パラレル・トラブル』は、2020年6月11日に配信されたPlayStation 5の発表イベントにて初めて発表された。続いて同年8月27日、ゲームイベント「Gamescom: Opening Night Live」にて、本作の約7分間にわたるゲームプレイデモが公開された。
2021年2月11日、インソムニアック・ゲームズは予約特典の詳細を発表した。スタンダードエディション（通常版）には、過去作『ラチェット＆クランク2 ガガガ！銀河のコマンドーっす』（英題：Going Commando）に登場した「カーボノックスアーマー」の高解像度リメイク版と、2016年に発売された『ラチェット＆クランク THE GAME』に登場した武器「ピクセライザー」が同梱される。
デジタルデラックスエディションには、5種類の追加アーマーセットに加え、新たに導入された「フォトモード」用のステッカーパック、武器のアップグレードに使用する素材「ラリタニウム」20個、さらにデジタルサウンドトラックとアートブックが付属する。
2021年4月29日に配信されたPlayStationの公式番組「State of Play」では、約16分におよぶゲームプレイトレーラーが公開され、本作の詳細な内容が紹介された。
そして『ラチェット＆クランク パラレル・トラブル』は、PlayStation 5専用ソフトとして2021年6月11日に発売された。
その後、2023年5月30日にはWindows版のリリースが発表され、移植はNixxes Softwareが担当。PC版は同年7月26日に発売され、ウルトラワイドスクリーンの表示やリアルタイムレイトレーシングといった最新のグラフィック技術に対応している。

## 評価
『ラチェット＆クランク パラレル・トラブル』は、レビュー集約サイトMetacriticにて「概ね好評」を得ている。
IGNのジョナサン・ドーンブッシュは、ゲームのビジュアルを称賛し、アニメーションや細部まで作り込まれたモデルによって「登場キャラクター全員がこれまで以上に豊かな表現力を持っている」と述べている。また物語についても、ピクサー作品に匹敵する「感動的なストーリーを描きつつ、優れたコメディも両立している」と高く評価した。
Ars Technicaのカイル・オーランドは戦闘システムを楽しみ、敵の攻撃を撃ち避ける基本のゲームプレイがしっかりしているとした。ただし敵の種類がやや物足りなかったものの、敵の組み合わせによる変化がうまく活かされていると述べた。一方で、ゲーム内に登場するリフト（異次元の裂け目）の活用が少なく、もっと活用できたはずだと指摘している。
Destructoidのクリス・カーターはゲームの演出を称賛し、「まるでプレイできるピクサー作品のようだ」と評した。声優の演技やサウンドトラックも高く評価し、PlayStation 5の性能によるロード時間の短縮やDualSenseコントローラーの活用も好印象を持ったという。
Game Informerのアンドリュー・ライナーは特にグラフィックと環境デザインを評価し、「壮大な景観が目を引き、キャラクターへの感情移入を促す」と述べている。さらに「リフトテザー」の機能がゲームプレイを引き上げており、「現在いる世界と次に移動する世界の違いにしばしば驚かされる」と感嘆している。
Polygonのライアン・ギリアムは、本作をPlayStation 5の性能を活かした見事な作品と称賛。「約20年続くシリーズにおける素晴らしい新作であり、ファンには多彩な武器や巧みな脚本、新鮮な探索エリアが楽しめる」と評価した。
GameSpotのスティーブ・ワッツは、優れた演出や独創的な武器、多彩で滑らかな操作性を高く評価し、「『ラチェット＆クランク パラレル・トラブル』は華やかで技術的にも優れているが、自己満足に陥っていない」と述べている。

## 売上
イギリスでは、『ラチェット＆クランク パラレル・トラブル（Rift Apart）』は、2016年に発売されたリメイク版に次ぐ、シリーズ史上2番目に大きなローンチとなった。また、PlayStation 5用タイトルとしても、インソムニアックが開発したローンチタイトル『スパイダーマン：マイルズ・モラレス』に次ぐ、2番目に大きなパッケージ版初週売上を記録した。発売2週目および3週目においても、イギリスでの売上は引き続き好調であった。
日本では、発売初週に14,663本のパッケージ版が販売され、週間販売ランキングで第3位となった。アメリカでは、本作は発売月における最も売れたゲームタイトルであった。
『ラチェット＆クランク パラレル・トラブル』は、2021年7月時点で110万本以上を売り上げた。2023年12月には、インソムニアック・ゲームズがランサムウェア攻撃の被害を受け、社内データが外部に流出する事件が発生した。そのリーク情報によれば、2020年6月の段階で『ラチェット＆クランク パラレル・トラブル』は220万本の販売を見込み、8,100万ドルの予算に対して7,300万ドルの収益が見込まれていた。
さらに同じリークでは、2022年2月時点での出荷本数（セルイン）が270万本を超え、純売上は1億4,500万ドルに達して黒字化していたことが明らかになった。2023年6月までには、累計販売本数が397万本を突破していたことも判明している。